# Dolok Sibaboh
Dolok Sibaboh är en kulle i Indonesien.   Den ligger i provinsen Aceh, i den västra delen av landet, 1 600 km nordväst om huvudstaden Jakarta. Toppen på Dolok Sibaboh är 166 meter över havet, eller 118 meter över den omgivande terrängen. Bredden vid basen är 11,3 km. Dolok Sibaboh ligger på ön Pulau Simeulue.
Terrängen runt Dolok Sibaboh är platt åt nordost, men åt sydväst är den kuperad. Havet är nära Dolok Sibaboh österut.Runt Dolok Sibaboh är det ganska glesbefolkat, med 27 invånare per kvadratkilometer.